# Venom: Đối mặt tử thù
Venom: Đối mặt tử thù (tựa gốc tiếng Anh: Venom: Let There Be Carnage) là một bộ phim siêu anh hùng ra mắt năm 2021 của Mỹ, dựa trên nhân vật Venom, được Columbia Pictures cùng với Marvel và Tencent Pictures đồng sản xuất. Được phân phối bởi Sony Pictures Releasing, phim sẽ là phần hậu truyện của Venom (2018). Phim được đạo diễn bởi Andy Serkis từ kịch bản của Kelly Marcel, dựa theo cốt truyện cô viết cùng với Tom Hardy (diễn viên thủ vai Venom). Phim quy tụ dàn diễn viên gồm Tom Hardy, Michelle Williams, Naomie Harris, Reid Scott, Stephen Graham và Woody Harrelson. Trong phim, Brock cố gắng xây dựng lại sự nghiệp của mình bằng cách phỏng vấn sát nhân Cletus Kasady, kẻ trở thành vật chủ của sinh vật Carnage, một sinh vật ngoài hành tinh giống Venom.
Venom: Đối mặt tử thù dự kiến khởi chiếu tại Mỹ vào ngày 1 tháng 10 năm 2021. Theo kế hoạch ban đầu, phim sẽ công chiếu vào ngày 2 tháng 10 năm 2020, nhưng sau đó bị lùi lịch do Đại dịch COVID-19. Bộ phim đã thu về hơn 501 triệu đô la trên toàn thế giới, trở thành bộ phim có doanh thu cao thứ bảy trong năm 2021 và nhận được nhiều đánh giá trái chiều từ các nhà phê bình, mặc dù nó thường được coi là một sự cải tiến so với phần trước. Phần phim Venom thứ ba đang được phát triển.

## Nội dung
Năm 1996, chàng trai trẻ Cletus Kasady bất lực nhìn người yêu của mình, Frances Barrison, người có khả năng điều khiển âm thanh, bị đưa khỏi Nhà dành cho Trẻ em dị nhân St. Estes đến Viện Ravencroft. Trên đường đi, cô sử dụng sức mạnh âm thanh hét lên của mình để trốn thoát và tấn công cảnh sát trẻ Patrick Mulligan. Anh ta bắn vào mắt Barrison và bị thương ở tai do tiếng hét của cô. Không hề hay biết Mulligan, người tin rằng anh ta đã giết cô, Barrison được đưa đến cơ sở, nơi bị cứng lại trước sức mạnh của cô.
Ở thời điểm hiện tại, Mulligan, hiện là một thám tử, liên lạc với Eddie Brock để nói chuyện với Kasady, một kẻ giết người hàng loạt, người từ chối nói chuyện với bất kỳ ai khác ngoài Brock sau cuộc phỏng vấn của họ một năm trước. Sau chuyến thăm, Venom, symbiote của Eddie, có thể tìm ra nơi Kasady đã giấu xác các nạn nhân, điều này mang lại cho Brock một bước tiến lớn trong sự nghiệp. Brock sau đó được liên lạc với hôn thê cũ Anne Weying, người nói với anh rằng cô ấy hiện đã đính hôn với bác sĩ Dan Lewis, khiến Venom không hài lòng.
Kasady, người đã bị kết tội vì tội ác của mình và trước đó bị kết án tử hình bằng cách tiêm thuốc độc, mời Brock đến nhà tù bang San Quentin, nơi Kasady bị giam giữ trong án tử hình, để tham dự cuộc xử tử. Tuy nhiên, Venom bị kích động tấn công Kasady bằng những lời lăng mạ đối với Brock. Kasady cắn tay Brock, nuốt phải một phần nhỏ của symbiote. Trở về nhà, Venom, muốn có nhiều tự do hơn để ăn thịt tội phạm, đã tranh cãi với Brock, và cả hai kết thúc chiến đấu cho đến khi symbiote tách khỏi cơ thể anh ta; họ đường ai nấy đi.
Quá trình tử hình của Kasady không thành công khi một thứ màu đỏ xuất hiện và chặn thuốc tiêm. Anh ta tự giới thiệu mình là Carnage và thực hiện một cuộc tấn công bạo lực xuyên qua nhà tù, giải thoát các tù nhân và giết chết các cai ngục. Kasady và Carnage sau đó thực hiện một thỏa thuận: Carnage sẽ giúp Kasady giải thoát Barrison khỏi Ravencroft, và Kasady sẽ giúp anh ta loại bỏ Brock và Venom. Mulligan đến thăm Brock tại nhà và cảnh báo anh ta về tình hình. Trong Ravencroft, Kasady giải thoát cho Barrison, và họ đến St. Estes để thiêu rụi nó.
Mulligan, nghi ngờ Brock do có tương tác với Kasady trước khi Carnage xuất hiện, đưa Brock đến đồn cảnh sát. Brock từ chối trả lời các câu hỏi của Mulligan và liên hệ với Weying với tư cách là luật sư của anh ta. Brock tiết lộ rằng Venom đã tách khỏi anh ta và cần symbiote để cùng nhau chống lại Carnage. Khi Venom qua San Francisco bằng cách nhảy từ cơ thể này sang cơ thể khác, Weying tìm thấy anh ta và thuyết phục anh ta tha thứ cho Brock. Cô kết hợp với Venom và đưa Brock ra khỏi đồn cảnh sát. Brock và Venom giảng hòa và kết hợp một lần nữa.
Kasady bắt Mulligan làm con tin, và Barrison bắt Weying sau khi không tìm thấy Brock. Barrison cung cấp cho Lewis thông tin về nơi ở của Weying, và anh ta đưa cho Brock. Kasady và Barrison dự định tổ chức đám cưới tại một nhà thờ lớn, nơi Venom xuất hiện và chiến đấu với Carnage. Barrison dường như đã giết Mulligan bằng cách treo anh ta vào một sợi dây xích. Venom nắm giữ của riêng mình, nhưng cuối cùng anh ta đã bị khống chế một cách tàn bạo bởi Carnage, và sau đó quyết định giết Weying trên đỉnh nhà thờ. Venom giải cứu Weying kịp thời và kích động Barrison sử dụng sức mạnh của cô một lần nữa; vụ nổ âm thanh của cô ấy khiến cả hai cộng sinh tách khỏi vật chủ của chúng khi thánh đường sụp đổ và một chiếc chuông rơi giết chết Barrison.
Venom cứu Brock bằng cách liên kết với anh ta trước khi rơi xuống. Carnage cố gắng liên kết với Kasady một lần nữa, nhưng Venom đã nuốt chửng symbiote. Kasady nói rằng anh ta chỉ muốn trở thành bạn của Brock, nhưng Venom đã cắn đứt đầu Kasady sau khi Brock tỏ ra thông cảm với anh ta. Trong khi Brock, Venom, Weying và Lewis trốn thoát, Mulligan vẫn còn sống và đôi mắt lóe lên màu xanh lam. Brock và Venom, bây giờ là những kẻ đào tẩu, quyết định đi nghỉ trong khi họ suy nghĩ về các kế hoạch tiếp theo của mình. Khi Venom nói với Brock về kiến thức của các cộng sinh đối với các vũ trụ khác, một luồng sáng chói mắt đưa họ từ phòng khách sạn của họ sang phòng khác, nơi họ xem J. Jonah Jameson (J. K. Simmons) tiết lộ danh tính của Người Nhện là Peter Parker (Tom Holland) trên truyền hình.

## Diễn viên
- Tom Hardy vai Eddie Brock / Venom:
Một nhà báo điều tra và là vật chủ của một sinh vật ngoài hành tinh tên là Venom, kẻ ban cho anh siêu năng lực.[6] Đạo diễn Andy Serkis mô tả mối quan hệ giữa Brock và Venom giống như "giai đoạn Cặp Đôi Kỳ Quặc" trong phim The Odd Couple (1968), với Venom bị mắc kẹt trong cơ thể Brock và chỉ muốn làm "Người Bảo Vệ Nguy Hiểm" của Brock, nhưng lại cản trở Brock trong sự nghiệp và trong việc trở lại với cuộc sống bình thường.[5]
- Woody Harrelson vai Cletus Kasady / Carnage:
Một tên sát thủ tâm thần, kẻ sau này trở thành vật chủ của một sinh vật khác tên là Carnage.[7][8] Khi ở trong tù, Kasady từ chối nói chuyện với bất kỳ ai ngoại trừ Brock, người mà hắn cho rằng có tấm lòng nhân hậu. Kasady có ngoại hình khác với ngoại hình của hắn ở đoạn mid-credit trong phần phim thứ nhất, điều mà Serkis nói rằng do khoảng cách thời gian giữa 2 phim.[5]
- Michelle Williams vai Anne Weying: Một luật sư quận và là vợ chưa cưới cũ của Brock.[9]
- Naomie Harris vai Francis Barrison / Shriek: Người yêu của Kasady.[10][11] Đạo diễn Serkis mô tả nhân vật này là một tâm hồn bị tổn thương mà đã và đang sống cô lập và có mặt tối bên trong bản thân mình.[5]
- Reid Scott vai Dan Lewis: Một bác sĩ và là bạn trai của Anne.[12]
- Stephen Graham vai Patrick Mulligan: Một thám tử với hy vọng sử dụng Brock để tìm kiếm thi thể của các nạn nhân bị Kasady sát hại.[5][11]Sean Delaney thể hiện Patrick Mulligan thời trẻ.

Ngoài ra, Peggy Lu sẽ trở lại với vai bà Chen (chủ cửa hàng tiện lợi) từ phần phim thứ nhất. Sean Delaney và Larry Olubamiwo đã được chọn vào các vai diễn chưa được tiết lộ.Sian Webber vào vai bác sĩ Camille Pazzo của Ravencroft, và Larry Olubamiwo xuất hiện trong vai một người bảo vệ Ravencroft. Cảnh của Tom Holland trong vai Peter Parker / Người Nhện và J. K. Simmons trong vai J. Jonah Jameson từ Vũ trụ Điện ảnh Marvel (MCU) xuất hiện ở cảnh mid-credit.

## Sản xuất

### Sự phát triển
Trong quá trình phát triển dài của bộ phim Venom năm 2018, nhân vật Carnage được cho là sẽ xuất hiện với tư cách là một nhân vật phản diện. Trong quá trình tiền sản xuất bộ phim đó, nhóm sáng tạo đã quyết định không đưa nhân vật vào để họ có thể tập trung vào việc giới thiệu các nhân vật chính, Eddie Brock và Venom . Đạo diễn Ruben Fleischer cảm thấy rằng việc để nhân vật phản diện đáng gờm nhất của Venom cho phần tiếp theo sẽ mang lại cho nhượng quyền thương mại một vị trí để đi và sẽ là một bước tiếp theo tự nhiên, vì vậy bản ngã thay thế của Carnage là Cletus Kasady đã được giới thiệu trong một cảnh mid-creditở cuối bộ phim đầu tiên với ý định giới thiệu anh ta trong phần tiếp theo. Fleischer muốn chọn Woody Harrelson vào vai này, vì cảm thấy có mối liên hệ tự nhiên giữa nhân vật và màn trình diễn của Harrelson trong Natural Born Killers (1994), và đã hỏi Harrelson trong khi hai người đang thảo luận về phần tiếp theo của bộ phim Zombieland (2009) của họ. Sau khi gặp Fleischer và Tom Hardy - những người đóng vai Brock và Venom - trong bữa tối, Harrelson đồng ý tham gia.  Harrelson mô tả quyết định của mình giống như một lần tung xúc xắc vì anh không thể đọc kịch bản cho phần tiếp theo trước khi ký vào bộ phim đầu tiên.  Vào tháng 8 năm 2018, trước Venom 'phát hành, Hardy xác nhận rằng anh ấy đã ký hợp đồng đóng vai chính trong hai phần tiếp theo.  Vào cuối tháng 11 năm 2018, Sony đã ấn định ngày phát hành 2 tháng 10 năm 2020 cho phần tiếp theo không có tiêu đề của Marvel được cho là Venom 2 ,  sẽ đặt bộ phim vào cùng khung thời gian phát hành với Venom đầu tiên ;  Các nhà phân tích phòng vé tin rằng Venom đã đủ thành công để đảm bảo phần tiếp theo sẽ được thực hiện. 
Nhà văn Jeff Pinkner của Venom đã xác nhận vào tháng 12 năm 2018 rằng phần tiếp theo đang diễn ra, nhưng ông không tham gia viết nó.  Fleischer nhắc lại điều này, nói rằng anh ấy không thể thảo luận về phần tiếp theo nhưng anh ấy đã thấy bộ phim đầu tiên là Brock và Venom "kết hợp với nhau. Vì vậy, có một sự tiến hóa tự nhiên từ đó trở thành [phần tiếp theo] như thế nào, được rồi, bây giờ là gì nó thích sống cùng nhau? Nó giống như một kiểu quan hệ tình cảm vậy. "  Vào tháng 1, Kelly Marcel đã ký một hợp đồng "quan trọng" với Sony để viết và sản xuất phần tiếp theo sau khi cũng làm việc với kịch bản của bộ phim đầu tiên. Điều này đánh dấu sự khởi đầu chính thức của công việc trên phim cho studio, và được tiết lộ cùng với xác nhận của Avi Arad ,Matt Tolmach và Amy Pascal trở lại với tư cách nhà sản xuất. Hardy và Harrelson cũng được cho là sẽ trở lại trong phần tiếp theo, cùng với Michelle Williams trong vai Anne Weying , hôn thê cũ của Brock . Không có đạo diễn nào được xác nhận, với việc Sony xem xét thay thế Fleischer do cam kết của anh ấy với Zombieland: Double Tap (2019),  mặc dù anh ấy vẫn dự định tham gia vào Venom 2 .  Vào cuối tháng 7 năm 2019, Sony hy vọng việc quay phim sẽ bắt đầu vào tháng 11 năm đó và đã gặp một số ứng cử viên để thay thế Fleischer làm đạo diễn vì anh ấy vẫn đang hoàn thành công việc trên Double Tap ; các đạo diễn mà studio đã gặp gỡ bao gồm Andy Serkis , Travis Knight và Rupert Wyatt .  Sony cũng quan tâm đến việc Rupert Sanders đạo diễn bộ phim, nhưng điều đó "không thành công".  Serkis xác nhận vào đầu tháng 8 rằng anh đã thảo luận về dự án với Sony và đó là "một điều gì đó có khả năng xảy ra". 
Serkis chính thức được thuê làm đạo diễn cho bộ phim vào đầu tháng 8 năm 2019,  một phần do kinh nghiệm làm việc với CGI và công nghệ chụp chuyển động với tư cách là diễn viên và đạo diễn.  Ngay sau khi được tuyển dụng, Serkis cho biết Hardy đã làm việc chặt chẽ với Marcel về kịch bản "xoay quanh vai diễn của họ";  Marcel giải thích rằng cô và Hardy đã dành hàng tháng trời để phát triển ý tưởng cho bộ phim, đây là lần đầu tiên anh nhận được tín dụng về cốt truyện cho một dự án, trước khi cô dành ba tháng để tự viết kịch bản. Fleischer cho biết anh rất vui khi để Serkis tiếp quản nhượng quyền thương mại sau phản ứng chỉ trích tiêu cực mà bộ phim đầu tiên nhận được, tin rằng các nhà phê bình đã đối xử không công bằng với "bộ phim thu hút khán giả", có thể là do thành kiến với Sony và đối với các phim siêu anh hùng đối thủ của Marvel Studios .  Vào thời điểm Serkis được thuê, Hutch Parker đã tham gia phần tiếp theo với tư cách là nhà sản xuất. Là bạn của chủ tịch Sony Pictures , Tom Rothman , Parker trước đây từng là nhà sản xuất cho một số bộ phim dựa trên Marvel do 20th Century Fox sản xuất . 

### Tiền sản xuất
Vào tháng 9 năm 2019, Reid Scott dự kiến sẽ đóng lại vai Dan Lewis, bạn trai của Weying từ bộ phim đầu tiên.  Nhân vật Shriek cũng được cho là sẽ xuất hiện với tư cách là nhân vật phản diện thứ yếu của bộ phim và là tình yêu dành cho Carnage. Nhiều nữ diễn viên khác nhau đã được xem xét cho vai diễn này,  trước khi Naomie Harris được chọn vào vai diễn này vào giữa tháng 10.  Stephen Graham cũng đã tham gia bộ phim, với vai Thám tử Mulligan , vào cuối năm.  Tolmach nói rằng có khả năng phần tiếp theo có thể được xếp hạng R sau thành công của Joker được xếp hạng R (2019), as well as previous successful R-rated comic book films such as Deadpool (2016) and Logan (2017). However, Tolmach cautioned that the PG-13 rating of the first Venom had led to box office success and they would not be looking to change the franchise's tone simply because it had worked for others; the sequel ultimately received a PG-13 rating. Tolmach said the biggest lesson learned from the first Venom was that fans loved the relationship between Brock and Venom, and the sequel would focus more on the two characters together because of this.Serkis mô tả mối quan hệ này là "mối tình trung tâm" của bộ phim và giải thích rằng phân cảnh trong phim khi Venom lên cơn thịnh nộ và nói về "sự đối xử tàn nhẫn với người ngoài hành tinh" sử dụng hình ảnh gợi nhớ đến lễ hội LGBTQIA vì phân cảnh này là nhằm mục đích trở thành "bữa tiệc sắp ra mắt" của Venom.  Công ty sản xuất Trung Quốc Tencent Pictures đã đồng tài trợ cho phần tiếp theo sau khi trước đó đã làm điều tương tự cho phần đầu tiên. 

### Quay phim
Công việc chụp ảnh chính bắt đầu vào ngày 15 tháng 11 năm 2019,  tại Leavesden Studios ở Hertfordshire , Anh Quốc, với tên làm việc là Fillmore. Robert Richardson là nhà quay phim cho bộ phim, tái hợp với Serkis sau khi họ làm việc cùng nhau trong Breathe (2017). Quá trình quay phim diễn ra tại khuôn viên trường Đại học London South Bank vào giữa tháng 1 năm 2020.  Hardy tiết lộ rằng việc quay phim ở Anh được hoàn thành vào ngày 8 tháng 2, với việc sản xuất sau đó chuyển đến San Francisco , nơi bộ phim được quay. Địa điểm quay phim tiếp tục ở thành phố đó trong vài tuần, diễn ra ở một số khu vực lân cận bao gồm Tenderloin , North Beach , Nob Hill và Potrero Hill . Ở Potrero Hill, Anchor Brewery đứng trong đồn cảnh sát, trong khi quay phim ở Nob Hill diễn ra tại Nhà thờ Grace vào ngày 20 và 21 tháng 2. Việc quay phim cũng diễn ra tại Palace of Fine Arts ở Marina District .  Một số cảnh quay ở San Francisco bị ảnh hưởng bởi quá trình sản xuất The Matrix Resurrections (2021), với một số địa điểm nhất định như đường dành cho các cảnh lái xe không được cung cấp cho Venomđoàn làm phim vì bộ phim đó đã sử dụng chúng. Máy bay trực thăng được sử dụng để quay các phân cảnh của Ma trận có thể nhìn thấy trong nền của một cảnh trong phần tiếp theo của Venom , sử dụng lời thoại để giải thích chúng là trực thăng của cảnh sát đang lục soát thành phố. 

### Hậu kỳ
Quá trình hậu kỳ cho bộ phim bắt đầu không lâu trước khi nhiều bộ phim bị buộc phải ngừng hoạt động do đại dịch COVID-19 , với việc Serkis bắt đầu công việc biên tập bộ phim ở London với bộ phận biên tập. Sau khi quá trình sản xuất phải ngừng hoạt động, biên tập viên của bộ phim đã quay trở lại Hoa Kỳ và bắt đầu làm việc với Serkis từ xa để hoàn thành việc chỉnh sửa phim.  Lần cắt ban đầu của đạo diễn cho bộ phim dài hơn khoảng 10 hoặc 15 phút so với thời gian chạy cuối cùng, với Serkis muốn bộ phim ngắn hơn dự kiến để biến nó thành một "chuyến đi hồi hộp thực sự" và cố gắng xem phần giới thiệu của Carnage với như càng ít càng tốt. 
Sony đã xác nhận vào tháng 4 rằng bộ phim dự kiến được phát hành vào ngày 2 tháng 10 năm 2020 và dự định sẽ giữ nguyên ngày phát hành đó bất chấp đại dịch.  Cuối tháng đó, hãng phim chuyển thời điểm phát hành phim sang ngày 25 tháng 6 năm 2021, sau khi ngày đó có hiệu lực do các sự chậm trễ khác liên quan đến COVID-19. Sony cũng công bố tiêu đề của bộ phim là Venom: Let There Be Carnage .  Một tựa đề thay thế đã được xem xét cho bộ phim là Venom: Love Will Tear Us Apart , được đặt tên cho bài hát " Love Will Tear Us Apart " của Joy Division . Serkis cảm thấy việc trì hoãn phát hành sẽ có thêm thời gian để cải thiện hiệu ứng hình ảnh của bộ phim và sẽ giúp đảm bảo rằng khán giả sẽ cảm thấy thoải mái khi đến xem bộ phim tại rạp. Đạo diễn rất hào hứng khi chuyển thể phiên bản truyện tranh của Carnage lên màn ảnh và giải thích rằng các cộng sinh được thiết kế để phản ánh vật chủ của chúng, vì vậy ông đã phân biệt Venom và Carnage bằng cách phản ánh Brock và Kasady, tương ứng thông qua thiết kế, khả năng và chuyển động của chúng . Serkis đã làm việc với các vũ công và diễn viên trên sân khấu ghi lại chuyển động để giúp xác định chuyển động của hai nhân vật, đồng thời so sánh Venom với một người tiền vệ sử dụng vũ lực. Đối với Carnage, tính cách rối loạn tâm thần của Kasady được thể hiện qua những động tác đặc trưng và dị thường, cũng như có thể biến thành sương mù và tạo ra "tất cả các kiểu tua". Serkis so sánh việc chiến đấu với Carnage với việc chiến đấu với một con bạch tuộc.  Cảnh mid-credit của bộ phim do Spider-Man đạo diễn:Jon Watts trong quá trình sản xuất bộ phim đó. 
Vào tháng 3 năm 2021, thời gian phát hành của bộ phim được lùi lại sang ngày 17 tháng 9 năm 2021, và sau đó một tuần chuyển sang ngày 24 tháng 9. Vào tháng 8 năm 2021, trong bối cảnh biến thể  Delta của SARS-CoV-2 gia tăng tại Hoa Kỳ, bộ phim lại bị trì hoãn đến ngày 15 tháng 10 năm 2021.  Vào cuối tháng, Sony được cho là đang xem xét việc lùi bộ phim đến ngày phát hành của Morbius là ngày 21 tháng 1 năm 2022, sau khi biến thể Delta tiếp tục tăng và doanh thu phòng vé thấp trở lại cho các bộ phim đã phát hành trước đó vào tháng Tám. Variety đưa tin rằng hãng phim không có ý định chuyển phim lần nữa vào thời điểm đó, nhưng Deadline Hollywood mô tả kế hoạch thay đổi ngày phát hành phim là "điều tồi tệ nhất được giữ bí mật ở Hollywood". Sau thành công phòng vé của Shang-Chi và huyền thoại Thập Luân vào đầu tháng 9, Sony đã dời ngày phát hành của bộ phim trước hai tuần sang ngày 1 tháng 10.

## Phát hành

### Tại rạp
Venom: Đối mặt tử thù dự kiến khởi chiếu ngày 24 tháng 9 năm 2021 tại Mỹ, dưới các định dạng RealD 3D và IMAX 3D. Theo kế hoạch ban đầu, phim sẽ được công chiếu ngày 2 tháng 10 năm 2020, nhưng do Đại dịch COVID-19 nên ngày phát hành bị thay đổi 3 lần: lần thứ nhất là ngày 25 tháng 6 năm 2021, lần thứ 2 là ngày 17 tháng 9 năm 2021, và lần thứ 3 là ngày 24 tháng 9 năm 2021 (tức ngày khởi chiếu hiện tại).

### Truyền thông gia đình
Tháng 4 năm 2021, Sony ký thoả thuận với Disney để cho Disney quyền truy cập vào các nội dung kế thừa của Sony, bao gồm các phim Spider-Man trước đó và các phim về các nhân vật Marvel của Sony, để phát trên Disney+ và Hulu cũng như trên các mạng lưới truyền hình tuyến tính của Disney. Disney sẽ truy cập các phim của Sony sau khi các phim đó có sẵn trên Netflix.

## Tương lai
Vào tháng 8 năm 2018, Hardy xác nhận rằng anh cũng đã ký hợp đồng để đóng vai chính trong phần phim Venom thứ 3. Vào tháng 9 năm 2021, Hardy lưu ý rằng các nhà sản xuất sẽ phải tiếp tục phát triển Vũ trụ Người Nhện của Sony trong các bộ phim trong tương lai nhưng cho biết họ cũng quan tâm đến việc kết hợp với Vũ trụ Điện ảnh Marvel nhiều hơn. Serkis bày tỏ sự quan tâm đến việc trở lại đạo diễn một bộ phim Venom khác, và cảm thấy có nhiều điều để khám phá với Venom trong các bộ phim tương lai trước khi nhân vật này gặp Người Nhện trong một bộ phim chéo trong tương lai, bao gồm cả việc khám phá thêm về Viện Ravencroft và những nhân vật phản diện tiềm năng khác đang bị giam giữ ở đó. Vào tháng 10, Holland cho biết anh và Pascal đã thảo luận về khả năng anh sẽ đóng lại vai Người Nhện trong các phần tiếp theo của Venom trong tương lai. Tháng 12 năm đó, Pascal cho biết họ đang trong "giai đoạn lập kế hoạch" của Venom 3.